# Александър Хаджихристов
Александър Иванов Хаджихристов е български драматург, писател и театрален деец.

## Биография
Хаджихристов е роден през 1913 година в София. През 40-те години е журналист във вестник „Ден“ с редактор Славчо Васев. Ученик е на Николай Лилиев и артистичен секретар на Народен театър „Иван Вазов“. След смъртта на драматурга на театъра Николай Лилиев през 1960 година, Хаджихристов става главен драматург на Народния театър. През следващите години пише множество детски пиеси („Жорко – Командир“, „Приказка за приказките“, „Русалка“ и други), драматизация на „Снаха“ по Георги Караславов, сценарий за криминалния филм „Нощта срещу 13-и“ (с участието на Апостол Карамитев).
Александър Хаджихристов е автор на пиесата „Страница от миналото (Хроника за Самуил)“, в която Андрей Чапразов изиграва ролята на Самуил в 50 представления на сцената на Народния театър, а след това предава ролята на Любомир Киселички. Дългогодишен директор е на театрите във Варна, Габрово, Велико Търново, създава с Андрей Чапразов Театър на поезията и естрадата. Негово дело е и уникалния за времето си Театър на окръзите. Негова е идеята за спектакъла „Звук и светлина“ на крепостта „Царевец“.
Автор е и на есета. Помощник командир на фронтовите театри, той е автор на стиховете на бойния марш на Първа българска армия,